# Jet Aviation
Die Jet Aviation Business Jets AG ist eine international tätige Tochtergesellschaft des US-Rüstungskonzers und Flugzeugbauers General Dynamics innerhalb der Geschäftsluftfahrt mit Sitz in Basel und Basis auf dem Flughafen Basel-Mülhausen. Sie verfügt über 38 Standorte in Europa, Nahen und Fernen Osten sowie in Nord- und Südamerika.

## Geschichte
Jet Aviation wurde 1967 von Carl W. Hirschmann senior († 1995) gegründet. Dieser erwarb die ehemaligen Hangars der 1967 in Konkurs gegangenen Globe Air in Basel und spezialisierte sich als Wartungsunternehmen für die Geschäftsluftfahrt. Zwei Jahre später übernahm das Unternehmen von Pilatus die Wartungs- und Abfertigungsbetriebe in Zürich und Genf.
In den 1970er Jahren erweiterte Jet Aviation ihre Dienstleistungen für Kunden in Europa und dem Mittleren Osten in den Bereichen Flugzeug-Management- und Airtaxigeschäft. 1977 begann Jet Aviation in Basel Innenausstattungen anzubieten. In den 1980er und 1990er Jahren expandierte das Unternehmen in Europa, dem Mittleren Osten und in Nordamerika.
Im Oktober 2005 verkaufte die Besitzerfamilie Hirschmann das Unternehmen an die Private-Equity-Gesellschaft Permira. Unter der neuen Eigentümerschaft übernahm Jet Aviation die Midcoast Aviation in St. Louis, Missouri, einem der führenden Wartungs- und Flugzeuginnenausbau-Betriebe in Nordamerika. Ende 2008 wurde Jet Aviation für 2,45 Milliarden Schweizer Franken vom US-Rüstungskonzern und Flugzeugbauer General Dynamics übernommen. Seit 2008 verfügt Jet Aviation über einen neuen "Wide-Body Hangar", der die grössten Passagierflugzeuge Boeing 747 und Airbus A380 aufnehmen kann. Ab dem ersten Januar 2013 wurde der Standort Zürich von Cessna Aircraft Company übernommen.

## Tätigkeitsgebiet

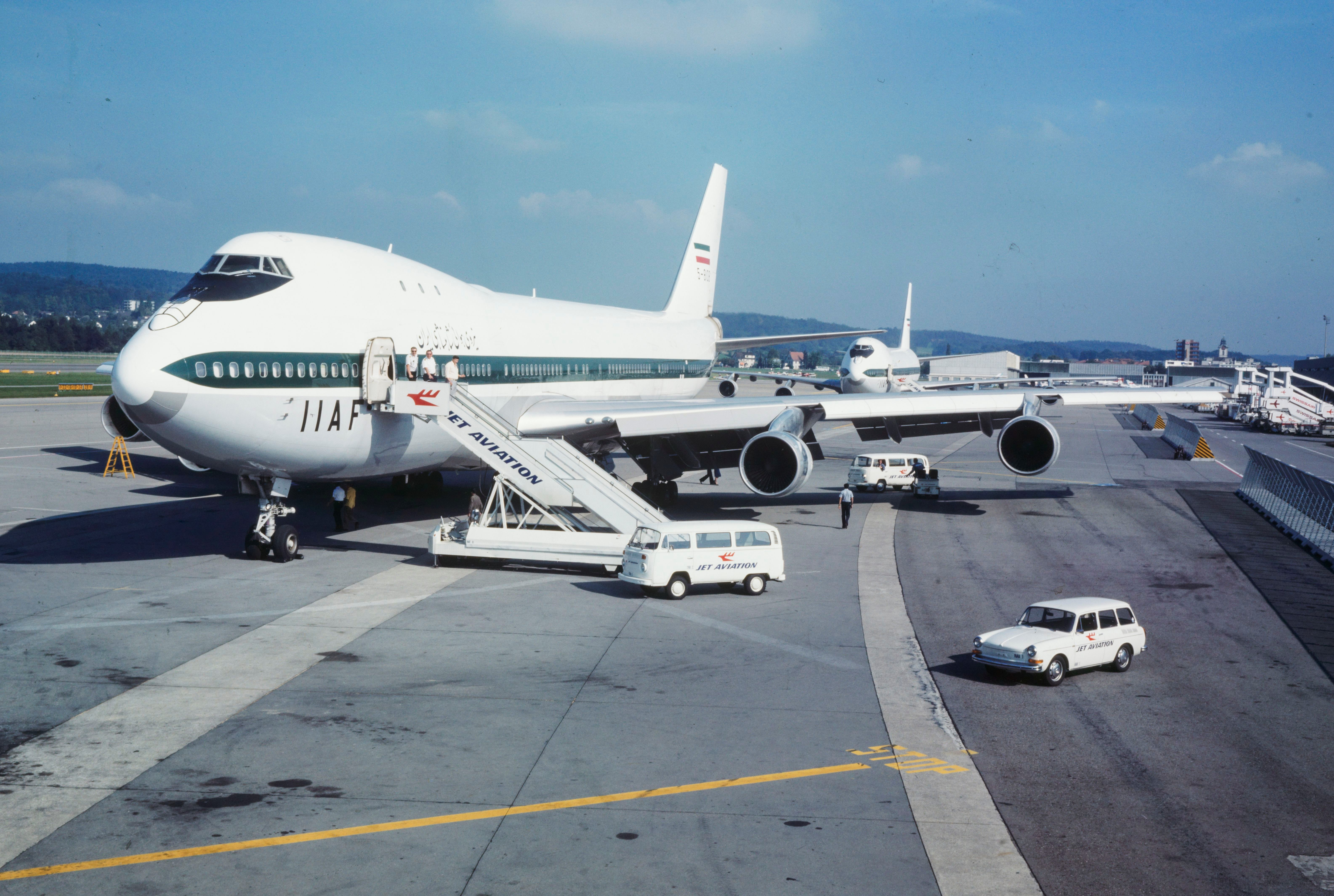
Abfertigung einer B-747 des iranischen Staates durch Jet Aviation auf dem Flughafen Zürich-Kloten im Jahre 1977

Das Tätigkeitsgebiet von Jet Aviation umfasst hauptsächlich folgende Geschäftsbereiche:
Jet Aviation bietet in Europa, Asien und den USA Airtaxi-Dienstleistungen an und zählt zu den weltweit grössten Anbietern von Airtaxi-Flügen.
Im Bereich Flugzeug-Management und Flight Support bietet das Unternehmen internationale und nationale Flugplanung, Personaldienste für Besatzung, Wartungsdienstleistungen sowie Versicherungs-, Finanz- und Administrativdienste.
Auf dem Gebiet der Abfertigung und der Bodendienste für die Geschäftsluftfahrt verfügt das Unternehmen über ein internationales Netz von Abfertigungsbetrieben für die Geschäftsluftfahrt. Diese so genannten Fixed Base Operations (FBO) umfassen Passagierabfertigung, Flugzeugbetankung sowie Dienstleistungen für Passagiere, Flugzeuge und Besatzungen für die Geschäftsluftfahrt.
An zwei eigenen Standorten in Basel und in St. Louis bietet Jet Aviation Flugzeuginnenausstattungen (Innenaus- und umbau) an. Hierfür unterhält das Unternehmen eigene Design- und Ingenieurabteilungen sowie verschiedene Werkstätten wie Schreinerei, Sattlerei, Spenglerei, Malerei und eine Fiberglas-Werkstatt.
Die Wartung und Reparatur von Flugzeugen sowie Avionik-Support (auch als MRO, für Maintenance, Repair, and Overhaul, bezeichnet) bildet die ursprüngliche Haupttätigkeit von Jet Aviation und ist noch heute mit rund der Hälfte des Konzernumsatzes der grösste Geschäftszweig des Unternehmens. Jet Aviation wartet, unterhält und repariert Helikopter, Turboprop-Flugzeuge, Geschäfts- und Privatjets sowie die meistverbreiteten Triebwerke, mit denen Geschäftsreiseflugzeuge ausgerüstet sind. Dazu gehören Kolbenmotoren, Turboprop- und Düsenaggregate. Die Wartung von Flugzeugen betrifft Zelle, Triebwerke, Systeme, Avionik, Kabinen- und Cockpiteinrichtungen.
Auf dem Gebiet der Engineeringarbeiten (Entwicklung und Avionikmodifikationen) hat sich das Unternehmen auf massgeschneiderte Installationen im Bereich Cockpit und Flugzeugkabine ausgerichtet. Die Tätigkeiten umfassen hierbei die Bereiche Entwicklung, Komponentenbau, Installation, Boden- und Flugtests sowie Zulassungen.
Jet Aviation ist ebenfalls im Flugzeugverkauf und in der Vermittlung tätig. Die Dienstleistungen umfassen Marktevaluation, Betriebskostenvergleiche, Analyse zur Bestimmung des Marktwertes von Flugzeugen, steuerbefreite Tauschgeschäfte, Leasing- und Finanzierungsmöglichkeiten sowie Vermittlungstätigkeiten beim Flugzeugverkauf.

## Flotte

### Aktuelle Flotte
Mit Stand März 2023 besteht die Flotte der Jet Aviation aus acht Flugzeugen:
| Flugzeugtyp               | aktiv | bestellt | Luftfahrzeugkennzeichen |
| ------------------------- | ----- | -------- | ----------------------- |
| Bombardier Challenger 650 | 1     |          | HB-JTZ                  |
| Bombardier Global 6000    | 1     |          | HB-JSK                  |
| Dassault Falcon 8X        | 1     |          | HB-JIM                  |
| Dassault Falcon 900EX     | 1     |          | HB-JIN                  |
| Dassault Falcon 2000EX    | 1     |          | HB-JFI                  |
| Gulfstream G550           | 1     |          | HB-JAZ                  |
| Gulfstream G650           | 1     |          | HB-JFP                  |
| Pilatus PC-24             | 1     |          | HB-VPX                  |
| Gesamt                    | 8     | –        |                         |

### Ehemalige Flugzeugtypen
- Bombardier Challenger 600 HB-IKS

## Jet Aviation Malta
Jet Aviation Flight Services (Malta) Ltd. ist eine maltesische Charterfluggesellschaft mit Sitz in Birkirkara und Basis auf dem Flughafen Malta.

### Geschichte
Die Jet Aviation Flight Services (Malta) Ltd. ist ein 2017 gegründetes joint venture zwischen Jet Aviation und der slowakischen Firma Luxury Business Jets. Die Gesellschaft erhielt im Dezember 2017 ihr AOC und betreibt seit August 2019 eine Boeing 737-700 BBJ.

### Flotte
Mit Stand August 2022 besteht die Flotte der Jet Aviation Flight Services aus vier Flugzeugen:
| Flugzeugtyp        | aktiv | bestellt | Luftfahrzeugkennzeichen |
| ------------------ | ----- | -------- | ----------------------- |
| Boeing 737-700 BBJ | 1     |          | 9H-GGG                  |
| Embraer Legacy 600 | 1     |          | 9H-OKG                  |
| Gulfstream G500    | 1     |          | 9H-OST                  |
| Gulfstream G600    | 1     |          | 9H-ITW                  |
| Gesamt             | 4     | –        |                         |